# Odmiella falcata
Odmiella falcata är en insektsart som beskrevs av Rauno E. Linnavuori 1969. Odmiella falcata ingår i släktet Odmiella och familjen dvärgstritar. Inga underarter finns listade i Catalogue of Life.